# Гейат ат-Тахрир
Гейат ат-Тахрир(араб.هيئة التحرير — Организация освобождения) — первая политическая организация, созданная в Египте после Июльской революции 1952 года, когда король Фарук был свергнут группой офицеров под руководством Мохаммеда Нагиба и Гамаля Абдель Насера.

## История

### История создания
После Июльской революции 1952 года и свержения монархии военными Свободными офицерами, создан был Совет революционного командования Египта (СРК). 16 января 1953 года СРК запретил все политические партии на три года, провозгласив переходный период. Примерно через неделю, 23 января, была учреждена организация Гейат ат-Тахрир как первая массовая форма политической организации под контролем СРК. Хотя номинальным руководителем стал Мухаммед Нагиб, реальная власть принадлежала Гамалю Абдель Насеру, игравшему роль движущей силы организации.

### Период функционирования
С Гейат ат-Тахрир началась пропагандистская стратегия режима, направленная на мобилизацию студенчества, рабочих и прежних партийных элементов. Организация стремилась организовать массовую поддержку режима и включала элементы арабского национализма, социального государства и антиимпериалистической политики. Она служила инструментом консолидации и воспитания политической элиты, фактически функционировала как «лаборатория» будущих лидеров и кадровых потоков режима.

### Упразднение
В середине 1950-х годов, под влиянием усиливающегося панарабизма и социалистической идеологии Насера, Гейат ат-Тахрир была упразднена и преобразована в Национальный союз около 1956–1957 годов. Это отражало стремление Насера к созданию единой политической структуры на замену многопартийности. В конечном итоге процесс приведёт к Арабскому социалистическому союзу.

## Структура
Верховный орган — Президиум или верховный совет, номинально под председательством Нагиба, но де‑факто под влиянием Насера и других военных. В высший совет входили такие фигуры, как Фати Радван, Салах Салем, Камаль ад‑Дин Хусейн, Анвар ас‑Садат, Нур ад‑Дин Тарраф, Ахмед аль‑Бакури, Ахмед аль‑Шербаси и другие влиятельные офицеры и гражданские лидеры, способные мобилизовать общественное мнение.

## Политическая идеология
Гейат ат-Тахрир была построена на идеологии арабского и египетского национализма, панарабизма, антиколониализма, антибританизма и социалистических принципов. Ее лозунг — «Единство – Порядок – Работа» (араб. الاتحاد والنظام والعمل). В программной речи Насера подчеркивался отказ от традиционной партийной борьбы и акцент на построении нового общества, основанного на социальной справедливости, патриотизме и массовой вовлечённости без классовых или региональных противоречий.

## Влияние
Гейат ат-Тахрир стала первым этапом перехода режима к методам политики авторитарной мобилизации. Как инструмент режима, она позволила СРК контролировать политическое участие граждан, нейтрализовать влияние прежней партийной элиты и подготовить кадры для власти. Проведя аграрную реформу, национализацию экономики и культивируя коллективную поддержку, организация способствовала укреплению конституционной и массовой легитимности режима до перехода к Национальному союзу.